# Małgorzata Handzlik

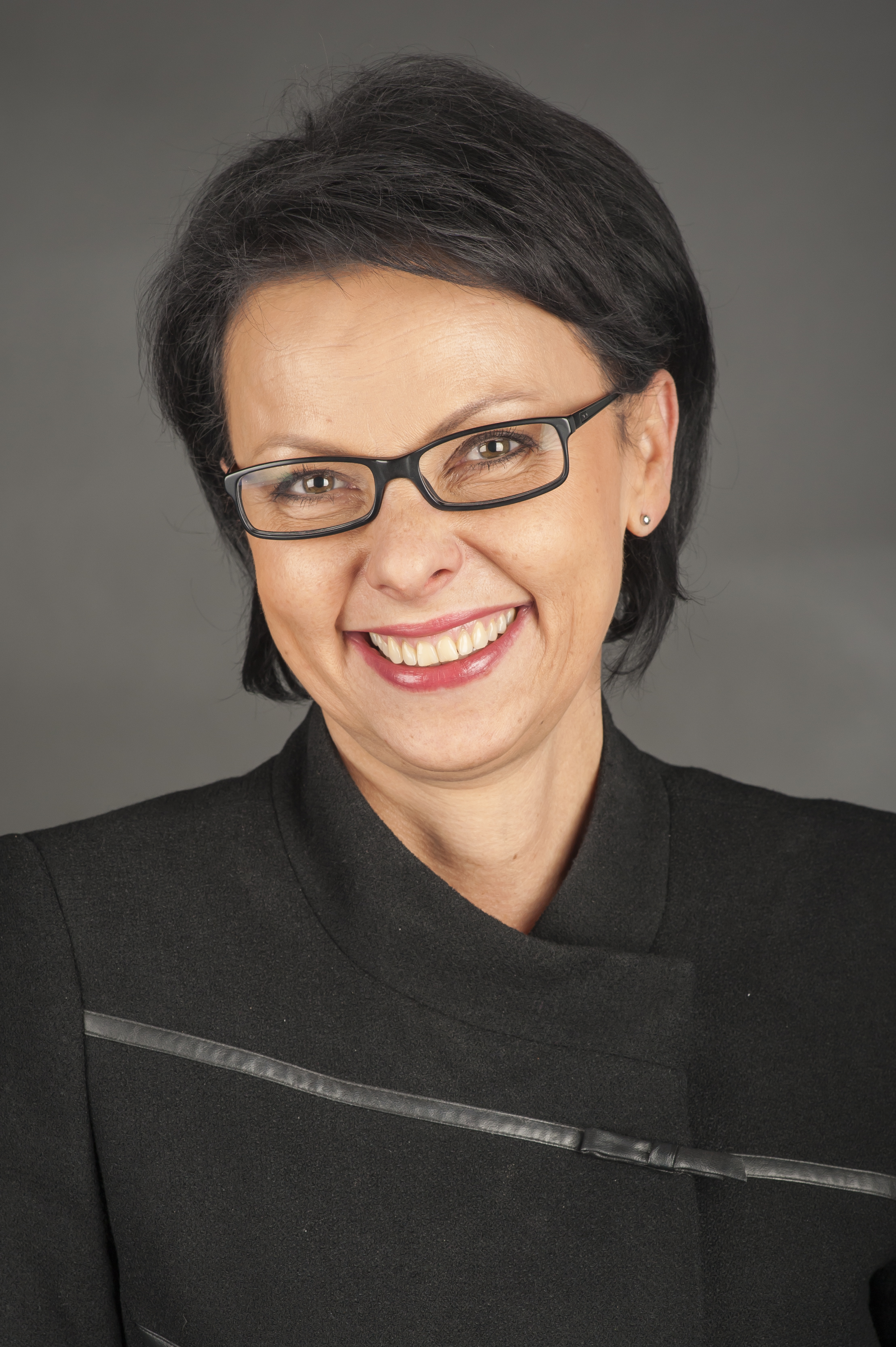
Małgorzata Handzlik (2014)

Małgorzata Maria Handzlik (1 januari 1965) is een Pools politica. In de jaren 2004–2014 was ze Europarlementariër voor de partij Platforma Obywatelska. Ze maakte deel uit van de EP-fractie van EVP-ED. Daarnaast is Handzlik een actief esperantiste.

## Biografie
Handzlik studeerde aardrijkskunde aan de universiteit van Katowice. Daarna heeft ze onder andere journalistiek en economie gestudeerd.
Samen met haar man leidde ze in Bielsko-Biała een aantal bedrijven: uitgeverij KLEKS, die boeken uitgeeft in het Pools en het Esperanto, een opleidingscentrum voor leraren en een cursuscentrum voor vreemde talen. In de regio zijn echter vooral hun twee lokale radiostations gekend: Radio BIELSKO en Radio MEGA. Beide radiostations zenden niet alleen muziek uit, maar engageren zich ook in het verenigingsleven van de lokale bevolking.
Tijdens de verkiezingen van 2004 werd Małgorzata Handzlik namens de christendemocratische partij Platforma Obywatelska (Burgerplatform) met 30.030 stemmen in het kiesdistrict Silezië in het het Europees Parlement verkozen. Ze was daar actief als lid van de Commissie Interne Markt en Consumentenbescherming. Daarnaast zette zij zich onder andere in voor een meertalig Europa en de rol die het Esperanto daarin kon spelen. In 2005 werd Małgorzata Handzlik geïnterviewd door de Britse tv-omroep BBC, met een vertaling van het Esperanto naar het Engels. Verantwoordelijken van de BBC hadden zelf gevraagd dat het interview zou plaatsvinden in het Esperanto. Het interview ging over de taalsituatie in de officiële instanties van de Europese Unie.
In 2009 werd Handzlik herkozen voor een tweede termijn als Europarlementariër.
In 2012 werd zij er door het Poolse Openbaar Ministerie van beschuldigd dat ze het Europees Parlement voor een bedrag van ruim 1400 euro zou hebben opgelicht door een valse declaratie in te dienen voor een taalcursus in Málaga, terwijl ze daar nooit was verschenen. Handzlik ontkende dit en gaf aan dat er sprake was van een administratieve fout. Wel schortte ze haar lidmaatschap van het Burgerplatform op en trad zij terug als penningmeester van de gezamenlijke PO/PSL-fractie. In 2013 weigerde het Europees Parlement haar parlementaire onschendbaarheid in te trekken wegens gebrek aan bewijs. In 2014 was ze geen kandidaat meer voor een derde termijn en hierop werd ze alsnog in staat van beschuldiging gesteld wegens fraude en valsheid in geschrifte.
Na haar periode in het Europees Parlement keerde Handzlik terug naar het bedrijfsleven. Tijdens de Poolse parlementsverkiezingen van 2015 stond ze op de kandidatenlijst van de boerenpartij PSL in haar kiesdistrict Bielsko-Biała, maar werd niet verkozen.